# Syarhey Kislyak
Syarhey Viktaravich Kislyak (em bielorrusso: Сяргей Вiктаравiч Кісляк; em russo: Сергей Викторович Кисляк (Sergey Viktorovich Kislyak); Kamyanyets, 6 de agosto de 1987) é um futebolista bielorrusso que atua como volante. Atualmente, joga no Gaziantepspor.

## Carreira Internacional

### Bielorrússia sub-21
Kislyak marcou os dois únicos gols da Bielorrússia Sub-21 no Campeonato Europeu de Futebol Sub-21 de 2009, abrindo o placar nas partidas contra Suécia Sub-21 e contra a Itália Sub-21.

### Bielorrússia
Em 14 de novembro de 2009, Kislyak estreiou na seleção principal, substituindo Sergei Kornilenko aos 46 do 2º tempo, no empate de 1 a 1 contra a Arábia Saudita em um amistoso.
Em 30 de maio de 2010, ele marcou seu primeiro gol pela seleção principal no empate de 1 a 1 contra a Coréia do Sul.
Em 3 de setembro de 2010, Kislyak marcou o único gol para os bielorrussos na vitória de 1 a 0 sobre a França nas Qualificações para o Campeonato Europeu de Futebol de 2012.

## Títulos
- Vysshaya Liga: 2005, 2006, 2008, 2009
- Copa da Rússia de Futebol: 2011–12